# Queen X
Queen X er en amerikansk stumfilm fra 1917 af John B. O'Brien.

## Medvirkende
- Edna Goodrich som Janice Waltham
- Hugh Thompson som George Evans
- Lucile Taft som Miriam Evans
- Dora Mills Adams som Mrs. Evans
- William Walcott som Arnold Somers